# Hazel Park
Hazel Park es una ciudad ubicada en el condado de Oakland en el estado estadounidense de Míchigan. En el Censo de 2010 tenía una población de 16 422 habitantes y una densidad poblacional de 2.250,02 personas por km².

## Geografía
Hazel Park se encuentra ubicada en las coordenadas 42°27′43″N 83°5′52″O / 42.46194, -83.09778. Según la Oficina del Censo de los Estados Unidos, Hazel Park tiene una superficie total de 7.3 km², de la cual 7.3 km² corresponden a tierra firme y (0%) 0 km² es agua.

## Demografía
Según el censo de 2010, había 16 422 personas residiendo en Hazel Park. La densidad de población era de 2.250,02 hab./km². De los 16 422 habitantes, Hazel Park estaba compuesto por el 82.81% blancos, el 9.79% eran afroamericanos, el 0.85% eran amerindios, el 1.48% eran asiáticos, el 0.02% eran isleños del Pacífico, el 0.43% eran de otras razas y el 4.61% pertenecían a dos o más razas. Del total de la población el 2.72% eran hispanos o latinos de cualquier raza.